# Eugène Guillevic
Eugène Guillevic (kiejtése kb. „gijövik”, Carnac, 1907. augusztus 5. – Párizs, 1997. március 19.) francia költő.

## Élete
Guillevic – aki költőként sohasem használta keresztnevét – Carnacban, a breton tengerpart mára már városi rangra emelkedett községében született. Költőként meghatározó jelentőséget tulajdonított annak, hogy gyermekkora egy részét az ismeretlent idéző, rejtélyes menhirek „szent földjén” töltötte. Kétéves volt, amikor tengerész apja beállt a csendőrséghez, családja pedig követte különböző állomáshelyeire. Iskolába Bretagne-ban kezdett járni, ahol bretonul nem, kizárólag franciául volt szabad beszélni, bretonul nem is tanult meg soha. 1919-től az elzászi Altkirchben járt középiskolába, ekkor tanult meg németül, amelyből később első fordításait készítette. Gyermek- és ifjúkorára a szegénység, a szülői szeretetlenség és a magányérzet vetett árnyékot. Tanulmányai befejeztével köztisztviselői pályára lépett, majd 1935-ben Párizsban telepedett le mint a Pénzügyi és Gazdasági Minisztérium kemény munkára fogott munkatársa. Világnézeti fejlődésére az 1936-os Népfront közvetlen és a spanyol polgárháború közvetett hatása nyomta rá bélyegét. A német megszállás alatt részt vett az ellenállásban, 1942-ben belépett az (akkor illegális) kommunista pártba, amelynek 1981-ig maradt tagja. A Pénzügyminisztériumból vonult főtisztviselői rangban nyugalomba 1967-ben. 1997. március 19-én halt meg Párizsban.

## Munkássága
Noha kora ifjúságától kezdve „írt”, a nagy nyilvánosság elé csak 1942-ben lépett. Ekkor jelent meg első kötete, a Terraqué (magyar fordításban Föld és víz), mely egyszerre tette nevét ismertté. Költészetében érdekes kitérőt jelentett 31 sonnets (Harmincegy szonett) c. kötete (Paris, Gallimard, 1954), amelyhez Aragon írt az addig szabad versben író költő „fordulatát”, vagyis a kötött, „nemzetinek” nevezett formákhoz való visszatérését lelkesen üdvözlő előszót. Erről elmélkedett az 1970-es balatonfüredi nemzetközi költőtalálkozón Vas István, és szállt vele vitába a költő maga ) Guillevic pályájának jelentős állomásához érkezett a Carnac c. kötettel (1961). A következő két évtized során közel tucatnyi, 1987 és 1996 között hat kötete jelent meg. Ezek az évtizedek költészete kiteljesedését, hazai és nemzetközi elismerését hozták meg számára. Csak 1980-ig mintegy ötven nyelven jelentek meg fordításban versei, s több mint húsz kötetét adták ki külföldön (ötöt angolul, ebből négyet az Egyesült Államokban, kettőt-kettőt németül, japánul, olaszul, stb.). Posztumusz kiadott kötetei: Quotidiennes (2002), Présent (2004), Relier (2007).

## Magyar kapcsolatai
Kitüntetett jelentőségűek voltak Guillevic magyar kapcsolatai. Első József Attila-átköltései Gara László társfordítói közreműködésével 1955-ben jelentek meg: Hommage des poètes français à Attila Jozsef (‘Francia költők tisztelgése József Attila előtt’), Paris, Seghers, 1955. Garával ezután több fordítói vállalkozásban vett részt. Ilyen volt az 1961-ben kiadott József Attila-kötet (Attila József, Poèmes choisis adaptés du hongrois, préface de Guillevic. Notices biographiques et bibliographiques par Miklós Szabolcsi, Bp., Corvina, 1961.), illetve a Gara szerkesztette magyar költészeti antológia (Anthologie de la poésie hongroise depuis le XIIe siècle jusqu’à nos jours, Paris, Seuil, 1962).
Guillevic első magyarországi látogatására 1960-ban került sor. A nyolcvanas évek közepéig rendszeresen megfordult Magyarországon, ahol számos barátra és tisztelőre talált, elsősorban költőink körében. Verseiből külföldön először nálunk adtak ki bő válogatást (Föld és víz, szerk. és előszó: Somlyó György, ford. Garai Gábor et alt., ill. Bartha László, Budapest, Európa Könyvkiadó, 1962). Válogatott fordításait Mes poètes hongrois („Az én magyar költőim”) címmel önálló kötetben is kiadta (Corvina, 1967, 2. bővített kiadás, 1977). 1973-ban újabb kötet jelent meg verseiből (Val, vel, ford. és utószó Somlyó György Budapest, Európa Könyvkiadó), az utószó címe: „A mi francia költőnk / Jegyzetek Guillevicről”. Jelent meg válogatás Romániában (Eugène Guillevic legszebb versei, vál., ford., előszó: Tóth István. Bukarest, Albatrosz, 1978).

## Értékelése
Franciaországban az első nemzetközi Guillevic-konferenciát az Angers-i Egyetemen rendezték 2002 májusában (vö. Guillevic – La passion du monde, Angers, 2003). A francia művelődési kormányzat a 2007-es esztendőre meghirdetett évfordulók (célébrations nationales) sorába Guillevicét is fölvette. Az emlékév kiemelkedő eseménye volt a költő hamvainak elhelyezése, több száz résztvevő jelenlétében, a Carnac mellett augusztus 5-én fölavatott „jelenvalósági helyen” (lieu de présence). Az emlékév alkalmából, 2007. március 16-án, a strasbourg-i Marc Bloch Egyetemen az Európai Irodalmi Találkozók (Rencontres Européennes de Littérature) keretében Guillevic német, illetve magyar vonatkozású fordítói munkásságát méltatták „Hommage à Guillevic (1907-1997) : Guillevic poète et traducteur” címmel. November 13-án a Párizsi Magyar Intézet rendezett Guillevic-estet a költő özvegyének részvételével, november 30-án pedig Budapesten tartottak az Egyetemközi Francia Központban Guillevic-emléknapot. A két rendezvényen elhangzott előadások, kiegészítve a témába vágó egyéb közleményekkel, 2009-ben kötetbe gyűjtve jelentek meg Debrecenben.

## Magyarul
- Föld és víz; szerk., bev. Somlyó György, ford. Garai Gábor et al.; Európa, Bp., 1962
- Val, vel; vál., ford., utószó Somlyó György; Európa, Bp., 1973
- Eugène Guillevic legszebb versei; vál., ford., előszó Tóth István; Albatrosz, Bukarest, 1978